# 666 (hudební skupina)
666 byl německý projekt taneční hudby stavící své image na prvcích gotického hororu. Hlavními představiteli jsou Thomas Detert a Mike Griesheimer (DJ666, známý též jako Mike Red). Jejich tvorba je mixem eurodance se španělskými a anglickými texty. Oba, Deter i Griesheimer, byli původně zakladateli eurodance skupiny Activate.

## Diskografie

### Singly
- Bomba!
- D.E.V.I.L.
- Alarma!
- Amokk
- Amokk / Alarma!
- Amokk / Diablo
- Diablo
- Paradoxx
- Bomba!
- Dance 2 Disco
- Who's Afraid Of…?
- Supa-Dupa-Fly
- Insanity
- Dance Now!
- Policia
- 6th Gate
- I'm your nitemare
- Deamon Club mix